# Феликс Гальярдо, Мигель Анхель
Миге́ль А́нхель Фе́ликс Галья́рдо (исп. Miguel Ángel Félix Gallardo, известен как El Padrino «Крёстный отец»; род. 8 января 1946, Кульякан) — мексиканский наркобарон, основатель Гвадалахарского картеля. В 1989 году арестован за убийство агента Управления по борьбе с наркотиками Энрике «Кики» Камарена. Отбывает в мексиканской тюрьме 37-летний срок тюремного заключения.

## Ранняя жизнь
Мигель Феликс Гальярдо родился на ранчо в Бельявиста, на окраине города Кулиакан, Синалоа. Окончил среднюю школу и изучал бизнес в колледже. Устроился на работу в качестве агента Федеральной судебной полиции Мексики. Работал семейным телохранителем губернатора штата Синалоа Леопольдо Санчеса Селиса, политические связи которого помогли Мигелю Гальярдо построить свою организацию по торговле наркотиками.
Мигель Феликс Гальярдо начал работать на наркоторговцев, занимающихся коррупцией государственных чиновников, и вместе с Рафаэлем Каро Кинтеро и Эрнесто Фонсека Каррильо, которые ранее работали в преступной организации Авилес, взяли под контроль маршруты незаконного оборота после того, как Авилес был убит в перестрелке с полицией.

## Связи с колумбийскими картелями
В начале 1980-х во Флориде усилились меры по пресечению контрабанды наркотиков, которая тогда была основным пунктом назначения для незаконных торговцев. В результате колумбийские картели стали использовать Мексику в качестве основного перевалочного пункта.
Хуан Матта-Бальестерос был основной связью Мигеля Феликса Гальярдо с колумбийскими картелями. Матта-Бальестерос первоначально представил предшественника Мигеля Феликса Гальярдо, Альберто Сисилия-Соколь, Сантьяго Окампо из Картеля Кали, главы одного из крупнейших в США кольца контрабанды кокаина. Вместо оплаты наличными за свои услуги, контрабандисты из гвадалахарского картеля изъяли 50 % кокаина, который они перевозили из Колумбии. Это было чрезвычайно выгодно для них; По некоторым оценкам, сеть по торговле людьми, которой управляли Мигель Феликс Гальярдо, Эрнесто Фонсека Каррильо и Каро Кинтеро, ежегодно получала 5 миллиардов долларов.
До конца 1980-х годов коалиция Синалоа, возглавляемая Мигелем Феликсом Гальярдо (в состав которой входят картели Синалоа, Тихуана, Хуарес и Пасифико Сур), почти монополизировала незаконную торговлю наркотиками в Мексике.

## Арест
Мигель Феликс Гальярдо в 1987 году переехал с семьей в Гвадалахару. Он был арестован в Мексике 8 апреля 1989 года, и власти Мексики и Соединенных Штатов обвинили его в похищении и убийстве агента Управления по борьбе с наркотиками (УБН) Энрике Камарена, рэкете, контрабанде наркотиков и многочисленных насильственных преступлениях.
По словам официальных лиц США, Мигель Гальярдо также проводил время в доме губернатора Синалоа в качестве гостя.
Арест Мигеля Феликса Гальярдо стал катализатором разоблачения широко распространенной коррупции на политическом и правоохранительном уровнях в Мексике. В течение нескольких дней после ареста Гальярдо и под давлением средств массовой информации было арестовано несколько командиров полиции, 90 офицеров дезертировали.

## В культуре
В 2018 году вышел телесериал «Нарко: Мексика», в котором Феликса Гальярдо сыграл актёр Диего Луна.
В августе 2021 Мигель Анхель дал интервью на вечернем шоу испаноязычного американского телеканала Telemundo.